# Timo Ochs
Timo Ochs (* 17. Oktober 1981 in Göttingen) ist ein ehemaliger deutscher Fußballtorwart.

## Laufbahn
Seine Karriere begann beim SC Weende, für den er bis 1996 spielte. Danach wechselte er zu Hannover 96, wo er den Sprung zum Stammtorwart im Profikader jedoch nicht schaffte. Er wechselte zur Saison 2003/04 zum Zweitligaaufsteiger VfL Osnabrück, bei dem er bald den Platz von Sven Scheuer übernahm. Obwohl die Mannschaft abstieg, gehörte er für viele Beobachter zu den besten Torhütern der Zweitligasaison, sodass ihn Osnabrück nicht halten konnte und er zum TSV 1860 München wechselte.
Dort saß Ochs zunächst auf der Ersatzbank und machte einige Spiele für die zweite Mannschaft des Klubs in der Regionalliga Süd. Per Elfmeter erzielte er am 19. Spieltag 2004/05 beim 4:0 gegen den FC Nöttingen sogar einen Treffer. Anfang 2005 wurde er nach einer Verletzung von Michael Hofmann Stammtorhüter beim TSV 1860 München. Von den Fans wurde er 2005 zum „Löwen des Jahres“ (beliebtester Spieler) gewählt.
Im Juni 2006 wechselte Timo Ochs zu Red Bull Salzburg und wurde 2007 und 2009 österreichischer Meister. Bis zu seiner Verletzung im Dezember 2008 war er Stammtorhüter. Am Ende der Saison 2008/09 wurde der Vertrag mit Ochs nicht verlängert.
Im September 2009 verpflichtete Bundesligist Hertha BSC Ochs. Er unterschrieb einen Einjahresvertrag und sollte zunächst für den verletzten Stammtorhüter Jaroslav Drobný eingesetzt werden. Am 27. September 2009 gab er am 7. Spieltag der Saison sein Debüt für Hertha BSC im Auswärtsspiel gegen die TSG Hoffenheim. Am 8. Spieltag zog sich Ochs in der Partie gegen den Hamburger SV einen Muskelfaserriss zu und wurde in der 33. Minute ausgewechselt. Am Ende der Saison trat er mit Hertha den Weg in die zweite Liga an, erhielt für die Spielzeit 2010/11 keinen neuen Vertrag und war zunächst vereinslos.
Im November 2010 schließlich verpflichtete ihn der 1. FC Nürnberg aufgrund der akuten Verletzungssituation auf der Torhüterposition bis zum Saisonende. Er kam allerdings nur zu zehn Einsätzen in der Regionalliga-Mannschaft und verließ Nürnberg am Saisonende, um sich seinem ehemaligen Verein TSV 1860 München anzuschließen, bei dem er hinter Gábor Király Ersatztorhüter war. Am 19. Spieltag der Spielzeit 2011/12, dem letzten vor der Winterpause, kam er zu seinem ersten Einsatz, nachdem sich Kiraly im Training einen Muskelfaserriss zugezogen hatte und dadurch ausfiel.
Am 23. Januar 2013 wechselte Ochs innerhalb der 2. Liga zum SSV Jahn Regensburg. Er unterschrieb einen Vertrag bis Saisonende.
Zur Saison 2013/14 wechselte Ochs zum Drittligisten 1. FC Saarbrücken. Im Sommer 2014 beendete Timo Ochs seine aktive Profikarriere.

## Erfolge
- 2 × Österreichischer Meister: 2007, 2009

## Nach der Karriere
Nach seiner aktiven Karriere zog Ochs wieder nach Göttingen und gründete ein eigenes Unternehmen Sportbereich. Er erwarb verschiedene Fußball-Trainerlizenzen. Er arbeitet als Trainer im Nachwuchsbereich und konnte dabei nach eigener Aussage „einen tiefen Einblick in die heutige Systematik der Talentförderung gewinnen.“

## Privates
Timo Ochs ist seit Sommer 2007 verheiratet und wurde im Juli 2009 Vater eines Sohnes. Im März 2013 wurde er Vater einer Tochter. Er schloss Mitte 2005 erfolgreich ein Fernstudium im Studienfach Sportmanagement (Diplom) ab und wurde 2010 erfolgreich im Studienfach Sportmarketing (Diplom) geprüft.